# Pondok Bahar
Pondok Bahar is een bestuurslaag in het regentschap Tangerang van de provincie Banten, Indonesië. Pondok Bahar telt 12.424 inwoners (volkstelling 2010).